# Степне (Іртиський район)
Степне́ (каз. Степное) — село у складі Іртиського району Павлодарської області Казахстану. Входить до складу Сєверного сільського округу.
Населення — 31 особа (2021; 127 у 2009, 167 у 1999, 684 у 1989).
Національний склад станом на 1989 рік:
- казахи — 44 %;
- росіяни — 28 %.